# Heteroconis fusca
Heteroconis fusca är en insektsart som beskrevs av Meinander 1972. Heteroconis fusca ingår i släktet Heteroconis och familjen vaxsländor. Inga underarter finns listade i Catalogue of Life.